# Labourdonnaisia madagascariensis
Labourdonnaisia madagascariensis är en tvåhjärtbladig växtart som beskrevs av Jean Baptiste Louis Pierre och Henri Ernest Baillon. Labourdonnaisia madagascariensis ingår i släktet Labourdonnaisia och familjen Sapotaceae. Inga underarter finns listade i Catalogue of Life.